# والی تودو

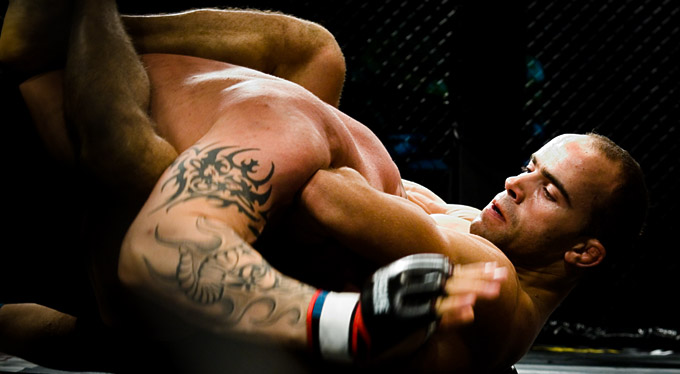

والی تودو (به پرتغالی: Vale tudo) (همه‌چیز مجاز، همه‌چیز آزاد) یک رویداد مبارزه‌ای فول‌کنتاکت، با قوانینی محدود، است که در سده بیست میلادی در برزیل رایج شده‌است. اگرچه مبارزان والی تودو در واقع از فنون رشته‌های رزمی مختلف استفاده می‌کنند اما برخی والی تودو را یک ورزش رزمی مستقل نیز محسوب می‌کنند.